# Grünlandtemperatursumme

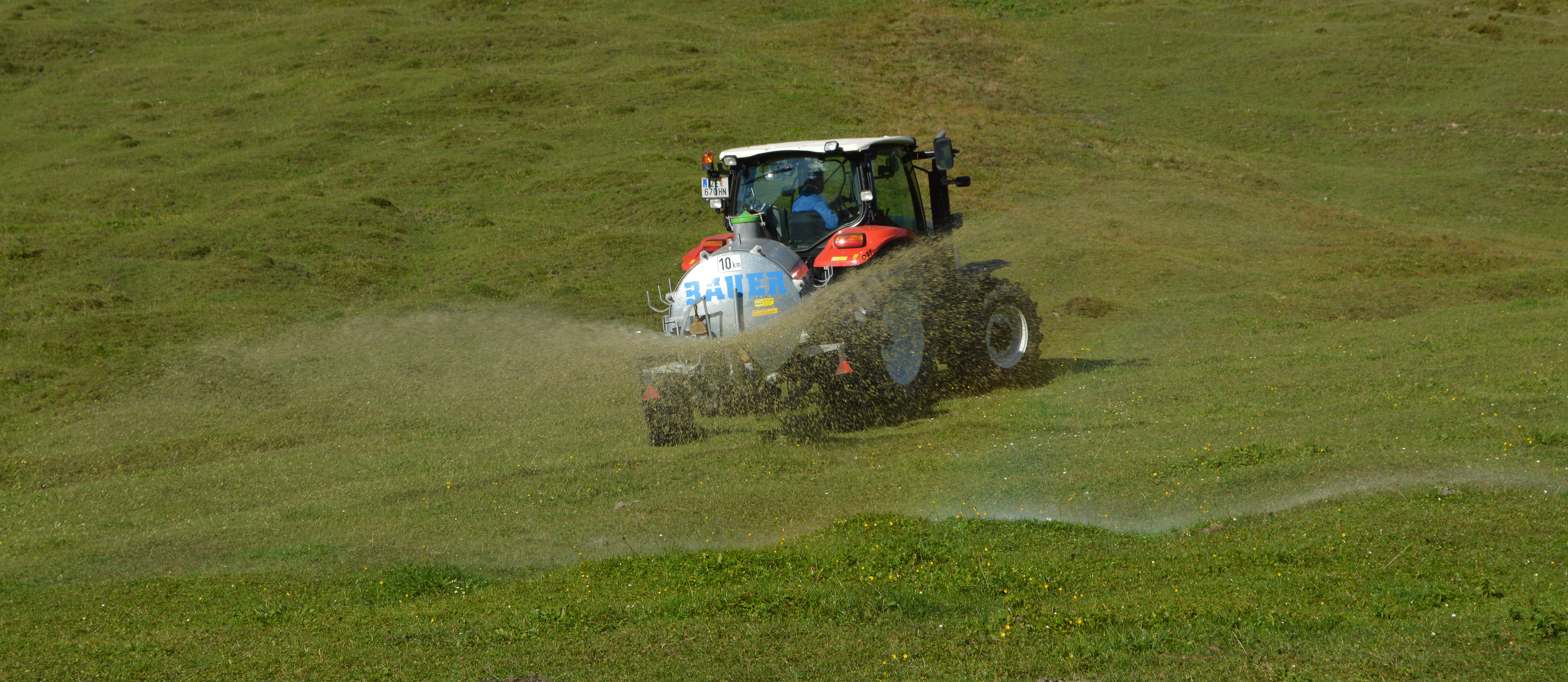
Ausbringen von Gülle im Frühjahr

Die Grünlandtemperatursumme (GTS, in °C) ist eine Spezialform der Wachstumsgradtage, die in der Agrarmeteorologie verwendet wird.
Sie wird herangezogen, um in Mitteleuropa den Termin für das Einsetzen der Feldarbeit nach dem Winter zu bestimmen.

## Landwirtschaft
In mittleren Breiten beginnt die Feldarbeit meist im Laufe des März, an der Wende von Vorfrühling zu Mittfrühling, weil die Stickstoffaufnahme und -verarbeitung des Bodens temperaturabhängig sind. Düngemittel in der Landwirtschaft, Forstwirtschaft, im Gartenbau und in Privatgärten, die in Mitteleuropa vor Erreichen der Grünlandtemperatursumme von 200 °C ausgebracht werden, können von den Pflanzen nicht aufgenommen werden. Es besteht die Gefahr des Auswaschens, wobei Stickstoff in Form von Nitrat ins Grundwasser versickert.
Die Grundwasserneubildung im Winterhalbjahr ist bedeutend, weil die Pflanzen zu dieser Zeit kaum wachsen und deshalb nur wenig Wasser aufnehmen und weil die Verdunstung infolge der niedrigen Temperaturen gering ist. Eine Belastung der Öko- und Trinkwassersysteme durch Gülle und Dünger soll verhindert werden.

## Berechnung
Bei der Grünlandtemperatursumme werden alle ab Jahresbeginn an einem Standort erfassten Tagesmitteltemperaturen über dem Schwellenwert von 0 °C addiert, und diese Wärmesumme je nach Monat korrigiert (kumulierte korrigierte GTS). Zur Korrektur werden die Tagesmitteltemperaturen der Wintermonate reduziert gerechnet. Die positiven Tagesmitteltemperaturen des Januar werden mit dem Faktor 0,5 multipliziert, die des Februar mit dem Faktor 0,75, und die des März mit dem Faktor 1,0.
Wird an einem Ort im Frühjahr die Summe von 200 °C überschritten, ist der nachhaltige Vegetationsbeginn für das Grünland (hauptsächlich Wiesen und Weiden) erreicht. Im Internet gibt es Beratungshilfen zur Grünlandtemperatursumme bei der Festlegung des ersten Düngetermins im Frühjahr, siehe bspw. das Informationssystem Integrierte Pflanzenproduktion.

## Nachweise
- Grünlandtemperatursumme Zürich-Wetzikon (Memento vom 14. März 2013 im Internet Archive)
- Grünlandtemperatur, Wachstumsgradtage, Wärme- und Kältesumme groitzsch-wetter.de
- Grünlandtemperatur Schweiz (ab 1. Januar 2025)